# Valknut

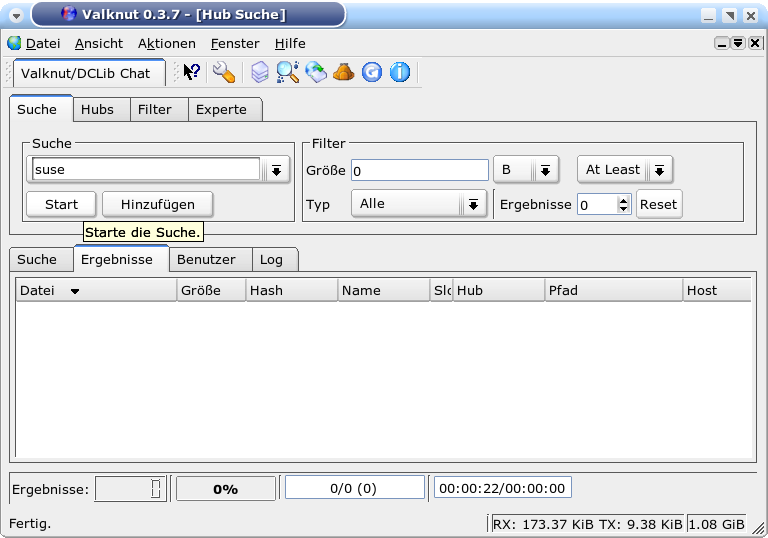

Valknut — відкритий крос-платформний клієнт файлообмінної мережі Direct Connect. Автор: Mathias Küster; поширюється під ліцензією GNU GPL.
Програма написана на C++, для реалізації GUI використовується кроссплатформна бібліотека Qt. Клієнт успішно функціонує в операційних системах: Linux, FreeBSD, Mac OS X і OS/2-eComStation.
Спочатку проект носив назву dcgui, але через співзвуччя з назвою іншого постійного клієнта був перейменований в dcgui-Qt, після чого автори зіткнулися з обмеженням на використання торгової марки 'Qt' і клієнт був повторно перейменований, отримавши назву Valknut.
На базі програмного коду Valknut існував проект-відгалуження під назвою EiskaltDC [Архівовано 5 жовтня 2013 у Wayback Machine.], який був згодом переписаний і отримав назву EiskaltDC++.